# پینیا د اسگبا
پینیا د اسگبا (به اسپانیایی: Piña de Esgueva) یک شهرستان در اسپانیا است که در استان وایادولید واقع شده‌است.